# 최무락
최무락(崔武洛, 1950년, 충청남도 연기군 ~ )은 대한민국의 충청남도 연기군수 권한대행, 제19대 충청남도 연기군 부군수이다.

## 학력
- 청주상업고등학교 졸업

## 경력
- 1969 9급 공채
- 연기군 환경보호과 과장
- 연기군 사회복지과 과장
- 연기군 자치행정과 과장
- 연기군 신행정수도건설추진지원소 소장
- 연기군 행복도시건설지원사업소 소장
- 연기군 조치원읍 읍장
- 2007.07 ~ 2007.11 제19대 충청남도 연기군 부군수
- 한나라당 당원
- 2010년 4월 국민중심연합 정무담당 특별보좌역

## 역대 선거 결과
|  | 35.02% |

|  | 35.75% |

| 전임 이천규 | 제19대 충청남도 연기군 부군수 2007년 7월 1일 ~ 2007년 11월 15일 | 후임 박영수 |

| 전임 이기봉 | 충청남도 연기군수 권한대행 2007년 10월 15일 ~ 2007년 11월 12일 | 후임 (권한대행)박영수 (재보궐)최준섭 |